# 余懋中
余懋中（1551年—？），字德懋，號沅玄，浙江衢州府西安縣（今衢州市衢江區）人，民籍，明朝政治人物。

## 生平
萬曆四年（1576年）丙子科順天府鄉試第十一名，萬曆八年（1580年）庚辰科會試第六名，登三甲第一百四十八名進士。工部觀政，本年授淮安府推官，丁憂归乡。十五年复除汝宁府推官，十七年行取，选授湖广道御史，二十一年升福建佥事，本年升参议，卒。

## 家族
曾祖余宗洪，曾任七品散官；祖父余蓂；父余國英，曾任州同知。母徐氏；前母高氏。堂弟余纯中，萬曆庚子舉人。余致中，萬曆戊子舉人；余文中，萬曆辛卯舉人。